# Carvoeiro (Lagoa)
Carvoeiro, ist eine Kleinstadt und Gemeinde an der Algarve im Süden Portugals und ein beliebter Urlaubsort für einheimische und internationale Badegäste. Der Hauptstrand heißt Praia do Carvoeiro.

## Geschichte
Geschichtliche Hinweise auf Carvoeiro gehen bis in das Jahr 1544 zurück. Die Bucht von Carvoeiro war vor allem für Piraten ein attraktives Anlaufziel. Damals nannte man den Ort Caboiere.
Nach Aufkommen des Massentourismus an der Algarve in den 1960er-Jahren ist aus dem ehemaligen Fischerdorf ein internationaler Touristenort geworden, der vor allem Familien anzieht. Neben dem klassischen „Sonne und Strand“-Tourismus hat sich Carvoeiro auch einen Namen im Golf- und Wassersport gemacht. Davor war Carvoeiro in der Zeit zwischen Erstem und Zweitem Weltkrieg von Portugiesen als Urlaubsort frequentiert worden. Von dieser Zeit zeugt noch die Ruine des Casinos in der „Rua do Casino“.
Am 4. Oktober 1985 wurde Carvoeiro eine eigenständige Gemeinde (Freguesia) im Kreis Lagoa.
Mit Gesetz vom 19. April 2001 wurde Carvoeiro zur Kleinstadt (Vila) erhoben.

## Verwaltung

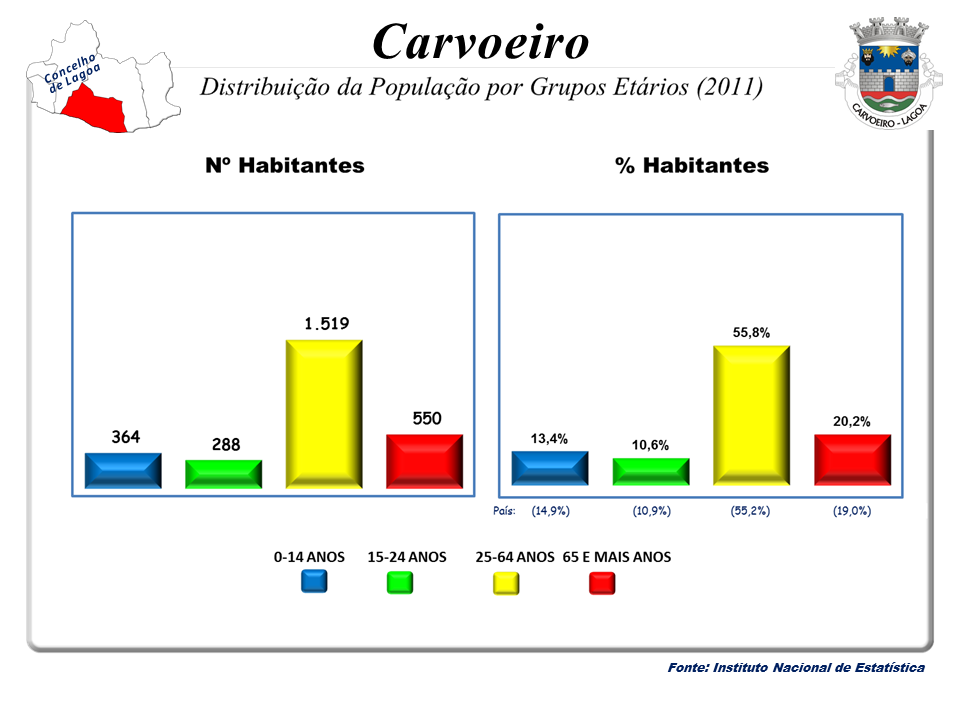
Altersstruktur der Bevölkerung in der Gemeinde Carvoeiro (2011)

Carvoeiro war Sitz einer gleichnamigen Gemeinde (Freguesia) im Kreis (Concelho) von Lagoa im Distrikt Faro. Sie hatte 11,7 km² Fläche und 2725 Einwohner (Stand 30. Juni 2011), was einer Bevölkerungsdichte von 234 Einwohnern pro km² entspricht.
Folgende Orte und Ortsteile gehörten zur Gemeinde Carvoeiro:
| - Alfanzina - Alto do Paraíso - Areias dos Moínhos - Boavista - Carvoeiro - Chamuscas - Masmorra | - Mato Serrão - Poço Partido - Quinta do Paraíso - Quinta do Sol - Rocha Brava - Sesmarias - Urbanização das Sesmarias | - Urbanização Rocha Brava - Urbanização Solférias - Vale Centianes - Vale de Covo - Vale de Currais - Vale de Gramesins - Vale do Milho |

Im Zuge der Gebietsreform in Portugal am 29. September 2013 wurde Carvoeiro mit der Stadtgemeinde Lagoa zusammengefügt. Lagoa wurde Sitz der Gemeinde, die ehemalige Gemeindeverwaltung in Carvoeiro blieb als Außenstelle und Bürgerbüro weiter bestehen.

## Tourismus
Carvoeiro ist insbesondere bei Badeurlaubern beliebt. Fünf Sandstrände finden sich in und um Carvoeiro, die eingebettet in eine imposante Felskulisse sind. Ein Kilometer östlich des Zentrums und Hauptstrandes befindet sich der Aussichtspunkt Algar Seco. Hier sind Gänge und Höhlen in den Fels gewaschen und zum Teil künstlich angelegt. Die umgebenden Klippen bieten ein farbenfrohes Spiel von hellgelb über ocker bis hin zu rot. Vom „Algar Seco“ aus in östlicher Richtung finden sich die größten Meeresgrotten der Algarve. Einheimische Fischer bieten Besichtigungsfahrten von den größeren Stränden aus an.
Nach Carvoeiro kommen in der Nebensaison viele „Überwinterer“, da die felsumstanden Badestrände sehr windgeschützt sind und man hier auch im Winter am Strand liegen kann. Aufgrund strenger Bauvorschriften dürfen in Carvoeiro nur im unmittelbaren Zentrum Häuser mit mehr als zwei Geschossen gebaut werden, außerhalb dieser Zone darf nur ein Untergeschoss und ein Obergeschoss gebaut werden. Dadurch hat sich Carvoeiro weitgehend seinen Charme erhalten und ist zu einem beliebten Ziel für Ferienhauskäufer geworden.
Golfer können auf drei Golfplätzen spielen: den 2 × 18 Loch Plätzen „Gramacho“ und „Pinta“, die beide von der bekannten Pestana Gruppe betrieben werden und dem 1 × 9 Loch Golfplatz „Vale de Milho“. Außerdem gibt es mehrere Tennisplätze und ein Fitnessstudio. In näherer Umgebung findet man zwei Reiterhöfe.
Ein Klippenwanderweg zieht sich in östlicher Richtung bis hin zur kleinen Kirche Senhora da Rocha und in westlicher Richtung 5 km bis zum nächsten Ort „Ferragudo“.
Das Umland von Carvoeiro wird größtenteils landwirtschaftlich genutzt. Hier finden sich Weinfelder, Orangenplantagen, Felder mit Feigen- und Mandelbäumen. In der 5 km entfernten Stadt Lagoa, der Weinhauptstadt der Algarve, wird der geerntete Wein in der Kooperative Adega de Lagoa verarbeitet und zum Kauf angeboten.
Von Mitte der 1960er Jahre bis zu seinem Tod im Jahre 2001 war Carvoeiro auch Wohnsitz des langjährigen deutschen Honorarkonsuls Enzio von Baselli gewesen.

### Strände
Die bedeutendsten Strände von Carvoeiro sind von Westen nach Osten der Praia Vale de Lapa, Praia Paraiso, Praia do Carvoeiro, Praia Covo und Praia Centianes, Praia Carvalho, Praia Benagil und Praia da Marinha.
7 km östlich befindet sich noch die Badebucht Praia da Albandeira und 4 km westlich der Strand Praia Caneiros.
Alle Strände sind Badebuchten mit Sandstrand. Der Nordbereich der Strände ist durch 20–30 m hohe Muschelkalkfelsen geschützt. Dadurch kann in der Nebensaison der kühlere Nordwind nicht in die Buchten gelangen, so dass man selbst im Winter Urlauber am Strand sieht. Ein Klippenwanderweg oberhalb der Felsen verbindet alle Strände miteinander.
In der Hauptsaison findet man an den Stränden Praia Caneiros, Praia do Carvoeiro, Praia Centianes, Praia Benagil und Praia da Marinha sowie dem Praia da Albandeira Restaurants, Sonnenliegen und teilweise auch Jetski und Tretboote zum Ausleihen.